# Biota (Spagna)
Biota è un comune spagnolo di 1 200 abitanti situato nella comunità autonoma dell'Aragona.